# Regionalisme alacantí
El regionalisme alacantí o alacantinisme és un moviment polític i social que persegueix el reconeixement de la província d'Alacant com a regió i la seva constitució com a comunitat autònoma, separada de la resta de País Valencià.

## Territori

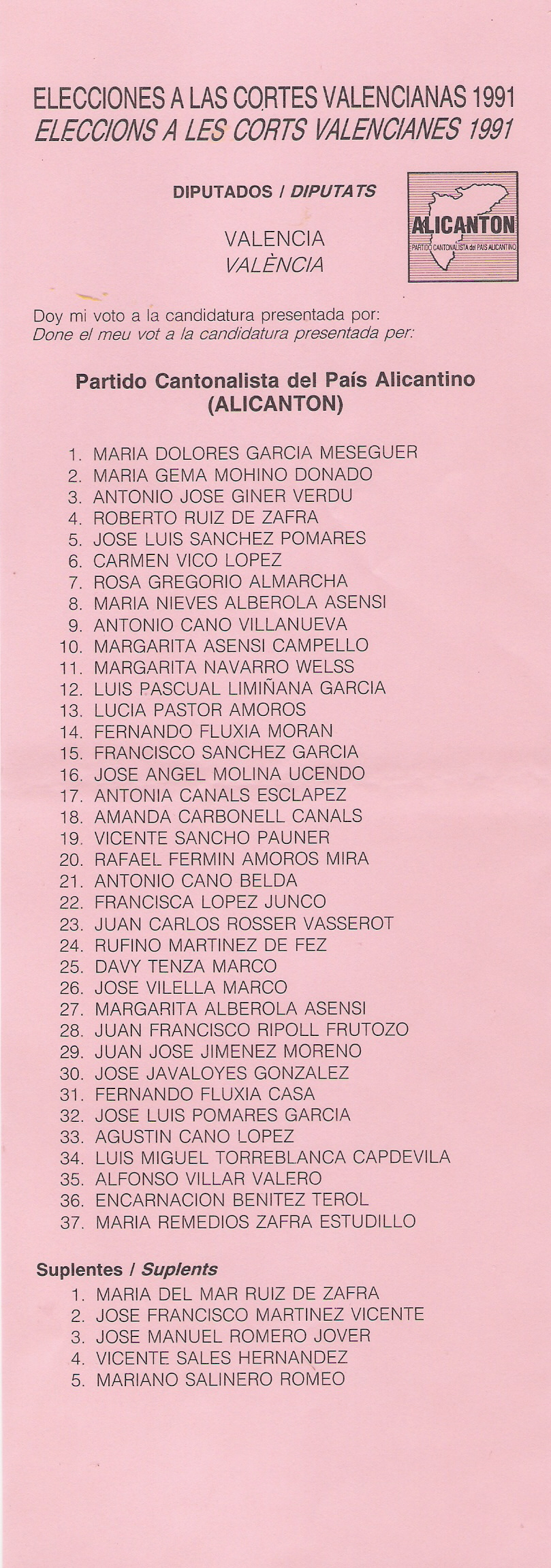
Papereta electoral del "Partido Cantonalista del País Alicantino".

El "País Alacantí" és, segons els regionalistes alacantins, el territori format per la província d'Alacant. No obstant això, els límits del "País Alacantí" no són del tot precisos, ja que alguns sectors regionalistes alacantins hi inclouen territoris aliens a la província.

## Origen
El regionalisme alacantí apareix als anys 60 de la mà de Vicente Ramos Pérez, teòric del surestisme, amb la idea de separar la província d'Alacant de la resta del País Valencià per integrar-la en una macroregió formada amb les províncies de Múrcia, Almeria i Albacete. La nova regió proposada va comptar amb l'entusiasme de personalitats del règim franquista com el governador civil de Múrcia i l'entitat bancària Caja de Ahorros del Sureste. El projecte però no reeixí fruit del treball subterrani dels grups pancatalanistes durant el franquisme.

## Història
Per Reial decret de 25 de setembre de 1799 i Instrucció de 4 d'octubre del mateix any, es va crear la província d'Alacant, separada de la Intendència de València, encara que no arribara a ser efectiu. En 1810, el govern de José I d'Espanya va intentar ordenar el territori, dividint-ho en 38 prefectures, a l'estil de les establertes a França, i 111 subprefecturas, segons el projecte de l'enginyer i matemàtic José María Lanz. La prefectura del Cap de la Nau, amb capital a Alacant, abastava l'actual província d'Alacant i l'est de la d'Albacete, i comptava amb subprefecturas a Alacant, Dénia i Xàtiva, però tampoc aquesta divisió territorial va ser implementada. El gener de 1822 s'aprova, amb caràcter provisional, una divisió provincial que crea la província d'Alacant, amb capital a Alacant, i la província de Xàtiva, amb capital a Xàtiva.
Finalment, en 1833 es va realitzar la divisió provincial espanyola que va crear la moderna província d'Alacant. Es va formar bàsicament a partir de l'antiga Governació d'Oriola, a la qual s'afegirien pel nord la Foia de Castalla, la Foia de Xixona, la Regió muntanyenca d'Alcoi, la Marina, el Marquesat de Dénia i les Valls de Pego. En 1836 s'ampliaria la província a l'oest amb la incorporació de les poblacions de Villena (des de 1833 a la província d'Albacete) i Saix (des de 1833 a la província de Múrcia). Amb l'establiment formal de la província, sorgeix també la Diputació Provincial d'Alacant.
Durant la Primera República Espanyola i la revolució cantonal es va constituir al juliol de 1873 per un breu espai de temps, gràcies al suport del Cantó Murcià, el Cantó d'Alacant. Des de finals del segle xix la industrialització va provocar el creixement demogràfic de nombroses localitats especialitzades en diferents productes. El Palau Provincial d'Alacant va ser inaugurat com a nova seu de la Diputació d'Alacant el 17 de gener de 1932, pel llavors president de la República Niceto Alcalá Zamora. Poc abans del final de la Guerra Civil espanyola es va establir el Govern de la República Espanyola en la Posició Yuste, a la província alacantina. A partir de la dècada de 1960 es va produir un boom turístic que va provocar un increment demogràfic excepcional de la província.
El alacantinisme modern sorgeix en part impulsat per la creació en 1980 de l'Associació Defensora dels Interessos Alacantins (ADIA). La província va ser inclosa des del primer moment en el projecte autonòmic valencià de 1981 i en la posterior Comunitat Valenciana, creada en 1982. Part del alacantinisme ha participat ocasionalment del projecte de construcció d'una comunitat autònoma del sud-est, amb Múrcia, Albacete, Almeria, Màlaga, Granada i Jaén.

## Crítiques
Les crítiques a l'alacantinisme han vingut de la pròpia intel·lectualitat alacantina, sobretot vinculada ideològicament al fusterianisme, cal destacar José Vicente Mateo autor de l'obra Alacant a Part (1966) o Emili Rodriguez-Bernabeu en la seua obra Alacant contra València (2005) on descriu els enfrontament històrics de la ciutat d'Alacant i la ciutat de València, i on estableix una certa simimiltud entre l'alacantinisme i el blaverisme i regionalisme valencià i els fa responsable de l'entrebanc al desenvolupament cultural de la Regió d'Alacant.

## Suport electoral
Encara que minoritari, el regionalisme alacantí ha format part del programa polític d'alguns partits, principalment a partir de la primera meitat de la dècada de 1990, com el Partit Cantonalista del País Alacantí (ALICANTON), la Unió Democràtica Alacantina (UNIDA, successora del ALICANTON), Els Verds del País Alacantí (LVPA), la Unitat Alacantina (UA), Alacant Unida (AU) i la Unió Provincial Alacantina (UPRA) tenint resultats testimonials. Posteriorment, ja a principis del segle XXI, apareixerien la coalició Esperança Ciutadana - Junts per Alacant (EC-JxA), la coalició Partit Alacantí Regionalista - Esperança Ciudadana (PAR-EC) o l'Alternativa Regional Alacantina (ARAL) tenint també resultats testimonials:
- 1989: 1.041 vots (ALICANTON), Eleccions generals d'Espanya.[9]
- 1991: 4.119 vots (ALICANTON), Eleccions a les Corts Valencianes.[10]
- 1993: 1.375 vots (LVPA), 715 vots (UNIDA), Eleccions generals d'Espanya.[11]
- 1995: 2.894 vots (AU), Eleccions a les Corts Valencianes.[12]
- 1996: 651 vots (UPRA), Eleccions generals d'Espanya.[13]
- 2015: 501 vots (EC-JxA), Eleccions municipals, 1.120 vots (EC-JxA), Eleccions a les Corts Valencianes.[14][14]
- 2019: 66 vots (ARAL), 882 vots (PAR-EC), Eleccions municipals.[15]
- 2023: 173 (ARAL), Elecciones municipals, 641 vots (PAR-EC), Eleccions a les Corts Valencianes.[16][17]